# Lea (rzeka)
Lea (ang. River Lea, także Lee, River Lee) – rzeka w południowo-wschodniej Anglii, na terenie hrabstw ceremonialnych Bedfordshire, Hertfordshire i Wielkiego Londynu, lewostronny dopływ Tamizy. Długość rzeki wynosi 74 km.
Źródło rzeki znajduje się w mieście Luton, w dzielnicy Leagrave, skąd płynie w kierunku wschodnim, a następnie południowym. Na teren Londynu wpływa nieopodal Waltham Cross i uchodzi do Tamizy w Leamouth.
W XVII wieku skonstruowany został kanał New River, zasilany wodami rzeki Lea, który zaopatrywał Londyn w wodę pitną. W późniejszych latach w tym samym celu w dolinie rzeki zbudowano sztuczne zbiorniki wodne. W pierwszej połowie XX wieku nad rzeką skoncentrowana była duża część londyńskiego przemysłu.